# Niall McGinn
Niall McGinn (Dungannon, Comtat de Tyrone, Irlanda del Nord, 20 de juliol de 1987) és un futbolista professional nord-irlandès que juga com a centrecampista al club escocès Aberdeen i a la selecció nord-irlandesa.